# Jerónimo de Loayza

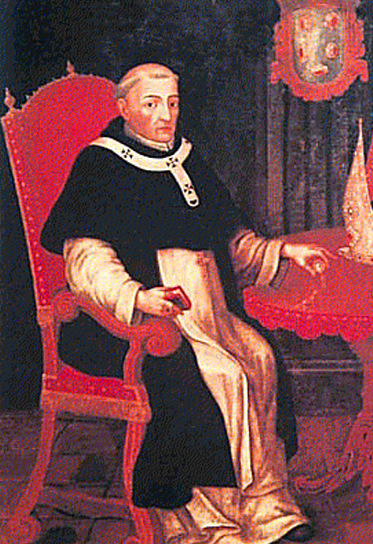

Jerónimo de Loayza González (Trujillo, 1498 — Lima, 25 de outubro de 1575) foi um religioso espanhol, missionário dominicano, que foi o primeiro bispo e primeiro arcebispo de Lima.